# دان مودي
دان مودي (بالإنجليزية: Dan Moody)‏ هو محامي وسياسي أمريكي، ولد في 1 يونيو 1893 في تايلور في الولايات المتحدة، وتوفي في 22 مايو 1966 في أوستن في الولايات المتحدة. نشط حزبياً في الحزب الديمقراطي. وقد انتخب حاكم ولاية تكساس (18 يناير 1927 – 20 يناير 1931).